# Singles 25-30
Singles 25-30 è la nona raccolta del gruppo musicale britannico Depeche Mode, pubblicata il 29 marzo 2004 dalla Mute Records.

## Descrizione
Quinto della serie di sei cofanetti, contiene i restanti singoli tratti da Violator (i primi due, Personal Jesus e Enjoy the Silence, sono apparsi nel precedente Singles 19-24) e tutti quelli provenienti dal successivo Songs of Faith and Devotion.

## Tracce
Testi e musiche di Martin L. Gore.
CD 1 – Policy of Truth
1. Policy of Truth (7" Version) – 5:11
2. Kaleid (7" Version) – 4:18
3. Policy of Truth (Beat Box) – 7:13
4. Policy of Truth (Capitol Mix) – 8:02
5. Kaleid (When Worlds Mix) – 5:23
6. Policy of Truth (Trancentral Mix) – 5:55
7. Kaleid (Remix) – 4:37
8. Policy of Truth (Pavlov's Dub) – 6:02

CD 2 – World in My Eyes
1. World in My Eyes (7" Version) – 4:00
2. Happiest Girl (Jack Mix) – 4:58
3. Sea of Sin (Tonal Mix) – 4:46
4. World in My Eyes (Oil Tank Mix) – 7:47
5. Happiest Girl (Kiss-A-Mix) – 6:17
6. Sea of Sin (Sensoria) – 6:06
7. World in My Eyes (Dub in My Eyes) – 6:56
8. World in My Eyes (Mode to Joy) – 6:30
9. Happiest Girl (The Pulsating Orbital Mix) – 6:28
10. World in My Eyes (Mayhem Mode) – 4:56
11. Happiest Girl (The Pulsating Orbital Vocal Mix) – 7:58

CD 3 – I Feel You
1. I Feel You (Seven Inch Mix) – 4:37
2. One Caress – 3:31
3. I Feel You (Throb Mix) – 6:49
4. I Feel You (Babylon Mix) – 7:54
5. I Feel You (Life's Too Short Mix) – 8:35
6. I Feel You (Swamp Mix) – 7:28
7. I Feel You (Renegade Soundwave Afghan Surgery Mix) – 4:59
8. I Feel You (Helmet at the Helm Mix) – 6:43

CD 4 – Walking in My Shoes
1. Walking in My Shoes (Seven Inch Mix) – 5:02
2. My Joy (Seven Inch Mix) – 3:59
3. Walking in My Shoes (Grungy Gonads Mix) – 6:24
4. My Joy (Slow Slide Mix) – 5:13
5. Walking in My Shoes (Extended Twelve Inch Mix) – 6:54
6. Walking in My Shoes (Random Carpet Mix) – 6:36
7. Walking in My Shoes (Anandamidic Mix) – 6:11
8. Walking in My Shoes (Ambient Whale Mix) – 4:56

CD 5 – Condemnation
1. Condemnation (Paris Mix) – 3:23
2. Death's Door (Jazz Mix) – 6:39
3. Rush (Spiritual Guidance Mix) – 5:31
4. Rush (Amylnitrate Mix - Instrumental) – 7:42
5. Rush (Wild Planet Mix - Vocal) – 6:24
6. Condemnation (Live) – 4:10
7. Personal Jesus (Live) – 6:00
8. Enjoy the Silence (Live) – 6:46
9. Halo (Live) – 4:56

CD 6 – In Your Room
1. In Your Room (Zephyr Mix) – 4:52
2. Higher Love (Adrenaline Mix) (Edit) – 4:48
3. In Your Room (Apex Mix) – 6:45
4. In Your Room (The Jeep Rock Mix) – 6:21
5. Higher Love (Adrenaline Mix) – 7:50
6. In Your Room (Extended Zephyr Mix) – 6:43
7. In Your Room (Live) – 6:51
8. Policy of Truth (Live) – 5:08
9. World in My Eyes (Live) – 6:15
10. Fly on the Windscreen (Live) – 5:22
11. Never Let Me Down Again (Live) – 5:01
12. Death's Door (Live) – 2:47